# Tlachtga
Tlachtga, dans la mythologie celtique irlandaise, est une druidesse (bandrui, ce qui signifie « femme-druide »), réputée pour la puissance de sa magie. Son père est lui-même un des druides les plus fameux d’Irlande, il s’agit de Mog Ruith.

## Mythologie
Pendant son initiation, Tlachtga accompagne son père aveugle dans ses voyages. C’est ainsi qu’elle apprend les secrets de sa magie. Elle découvre notamment des pierres sacrées en Italie. Elle est enlevée et violée par les trois fils de Simon le Magicien. Lors de son retour en Irlande, elle donne naissance à des triplets dont les pères sont évidemment différents. Ils ont pour nom Cumma, Doirb et Muach. Tlachtga mourra de chagrin. Une forteresse sera construite sur le lieu de naissance des triplets.
La triple naissance est un thème commun dans la mythologie celtique, de même que la mort provoquée par le chagrin et la construction de la forteresse ensuite, comme dans la légende de Macha.

## La colline de Tlachtga

### Cérémonies
La colline sur laquelle Tlachtga donna naissance aux triplets est appelé la colline de Tlachtga, c'est probablement la colline de Ward dans le comté de Meath.
Cette colline deviendra au Moyen Âge un site cérémonial en son honneur. Les célébrations rivalisaient avec ceux de Tailtiu, et auraient été suivies non seulement par les gens de Meath mais aussi par ceux de Munster. Plusieurs cérémonies y avaient lieu, mais la plus connue est celle du premier feu annuel. En effet c'était l'endroit où, dans le comté de Meath, on allumait le premier feu à Samain.
Le lieu sera incendié par Niall Glúndub au Xe siècle.

### Roth rámach
Quand Tlachtga accompagne son père en Italie c'est sur une machine volante, en forme de roue. Son père tire d'ailleurs son nom Mog Ruith (Serviteur de la Roue) de cette machine volante roth rámach (roue à rames).
Dans le folklore du Moyen Âge l'apparition de la machine est signalée sur la colline de Ward. Pour l'anecdote, la machine aurait été construite avec l'aide de Simon le magicien, le père des violeurs de Tlachtga, qui aurait été en plus le maître de Mog Ruith.

## Bandruid
C'est en accompagnant son père dans ses voyages queTlachtga apprend les secrets du druidisme. On ne peut donc pas être certain qu'elle ait appris la magie par hasard en prenant soin de son père aveugle, ou qu'on la lui ait enseignée, mais elle était connue comme une druidesse ou bandruid puissante. La classe sacerdotale des Celtes était ouverte aux femmes et plus particulièrement la fonction de prophétie, assumée par les vates (voir par exemple les Gallisenae de l’île de Sein).